# Konsola z wbudowanymi grami

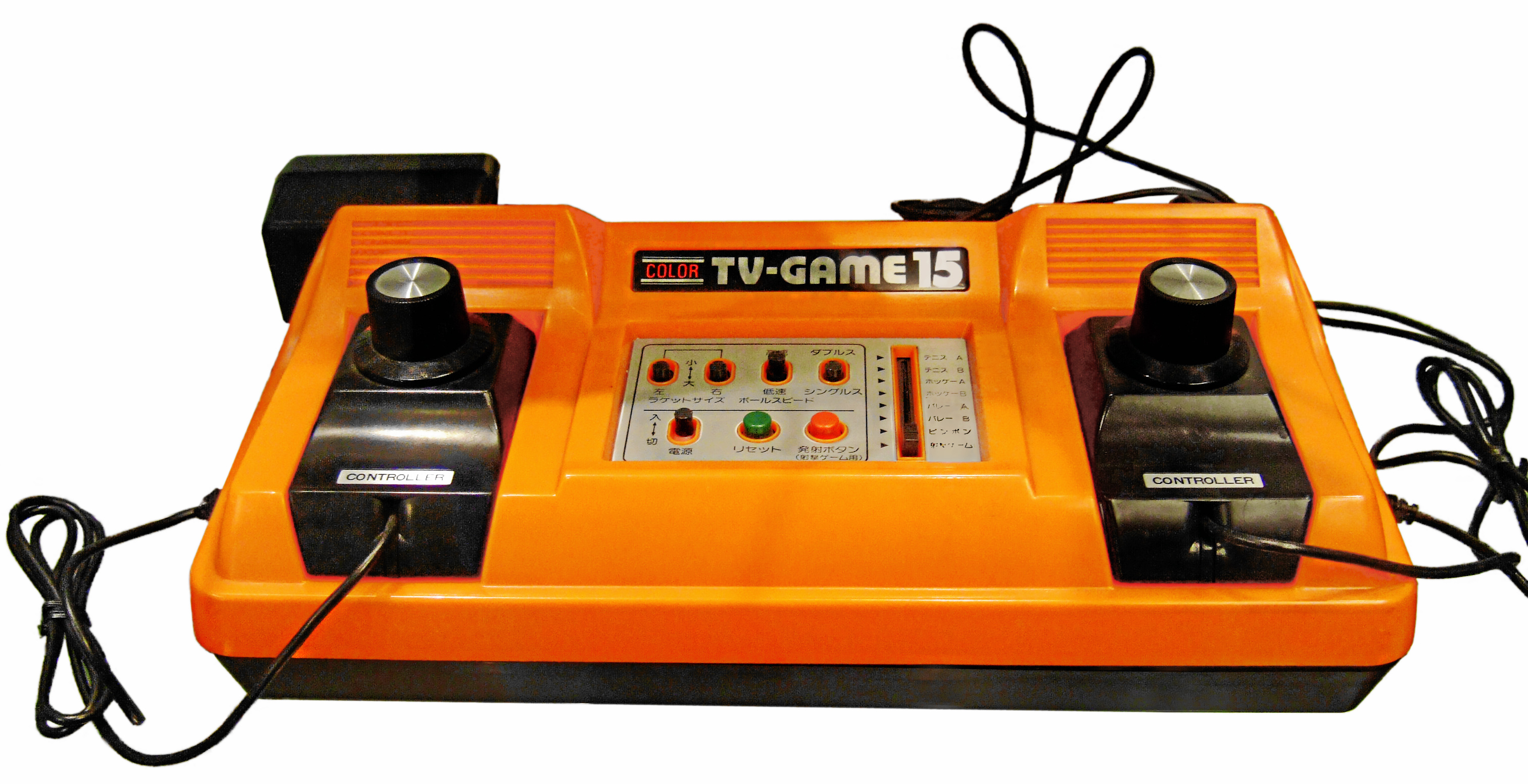
Color TV Game 15 – przykład konsoli z wbudowanymi grami

Konsola z wbudowanymi grami – konsola gier wideo z wbudowanymi w system przeznaczonymi dla niej grami. Konsole te pozbawione są wszelkich zewnętrznych nośników danych (kartridże, płyty, karty pamięci itd.), przez co nie da się na nich uruchomić żadnych tytułów oprócz tych wbudowanych.

## Historia

### Początki konsol
Wiele konsol pierwszej generacji miało taki charakter (np. Pong i jego klony), skutecznie konkurując ze słabo rozwiniętymi wówczas konsolami używającymi kartridżów. Wielu producentów zaczęło wtedy produkcje własnych modeli konsol z wbudowanymi grami.
Pod koniec lat siedemdziesiątych rosnąca popularność systemów używających kartridżów takich jak Atari 2600 i ColecoVision przyczyniła się do zmniejszenia znaczenia konsol z wbudowanymi grami, posiadały one bowiem bardzo ograniczoną bibliotekę tytułów i były zazwyczaj mniej zaawansowane od innych konsol domowych. W latach osiemdziesiątych zostały niemal całkowicie wyparte z rynku przez konsole z zewnętrznymi nośnikami danych, głównie przez Nintendo Entertainment System i Sega Master System. Większość dużych producentów branży gier komputerowych widząc, że produkcja takich konsol jest nieopłacalna z powodu ich niewielkiej popularności, porzuciło tę gałąź elektronicznej rozrywki.
W 1991 roku firma Nintendo zakończyła produkcję Game & Watch, była to ostatnia znacząca konsola zawierająca wbudowane gry, od tego czasu aż do XXI w. były one produkowane tylko przez niewielkie firmy w niedużych nakładach, nie odgrywając żadnej roli na rynku światowym.

### Powrót konsol z wbudowanymi grami
W 2003 roku firma Toymax (a później Jakk's Pacific) wydała konsole Activision 10-in-1 z wbudowanymi klasycznymi grami firmy Activision, nastąpiło wówczas ożywienie na rynku tego typu konsol napędzane wzrostem popularności gier „retro”. Kolejną konsolą była wydana w 2003 roku Atari 10-in-1, która również cieszyła się sporą popularnością. Niespodziewany sukces obu systemów skłonił firmę Atari do ponownego wejścia na rynek konsol z wbudowanymi grami.
W 2004 roku została wydana zminiaturyzowana wersja konsoli domowej Atari 7800, miała wbudowane 20 gier i była pozbawiona wsparcia dla kartridżów, konsola ta opierała się na klonie sprzętu NES. Nowsza wersja – Atari Flashback 2, opierała się na rzeczywistym sprzęcie Atari i zawierała kilka nowych wbudowanych gier.
W 2015 roku AtGames wydało konsolę z serii Flashback – Atari Flashback 6. Z kolei firma Nintendo zapowiedziała w 2016 wydanie sprzętu, wzorowanego na konsoli NES o nazwie Nintendo Classic Mini. W tym samym roku przedsiębiorstwo zapowiedziało wydanie kolejnej edycji konsoli Flashback – Atari Flashback 7. Na odświeżenie swojej pierwszej konsoli zdecydowało się także Sony, wydając PlayStation Classic.